# 東方扁蝦
東方扁蝦（學名：Thenus orientalis）是蟬蝦科扁蝦亞科扁蝦屬的唯一一種生物，分佈于印度洋和太平洋沿海。其种加词“orientalis”意为“东方的”。

## 形态
形似巴尔曼螯虾，不過二者眼睛位置不一樣，巴爾曼螯蝦的眼睛距離很近，而東方扁蝦的眼睛則為頭部甲殼兩邊。

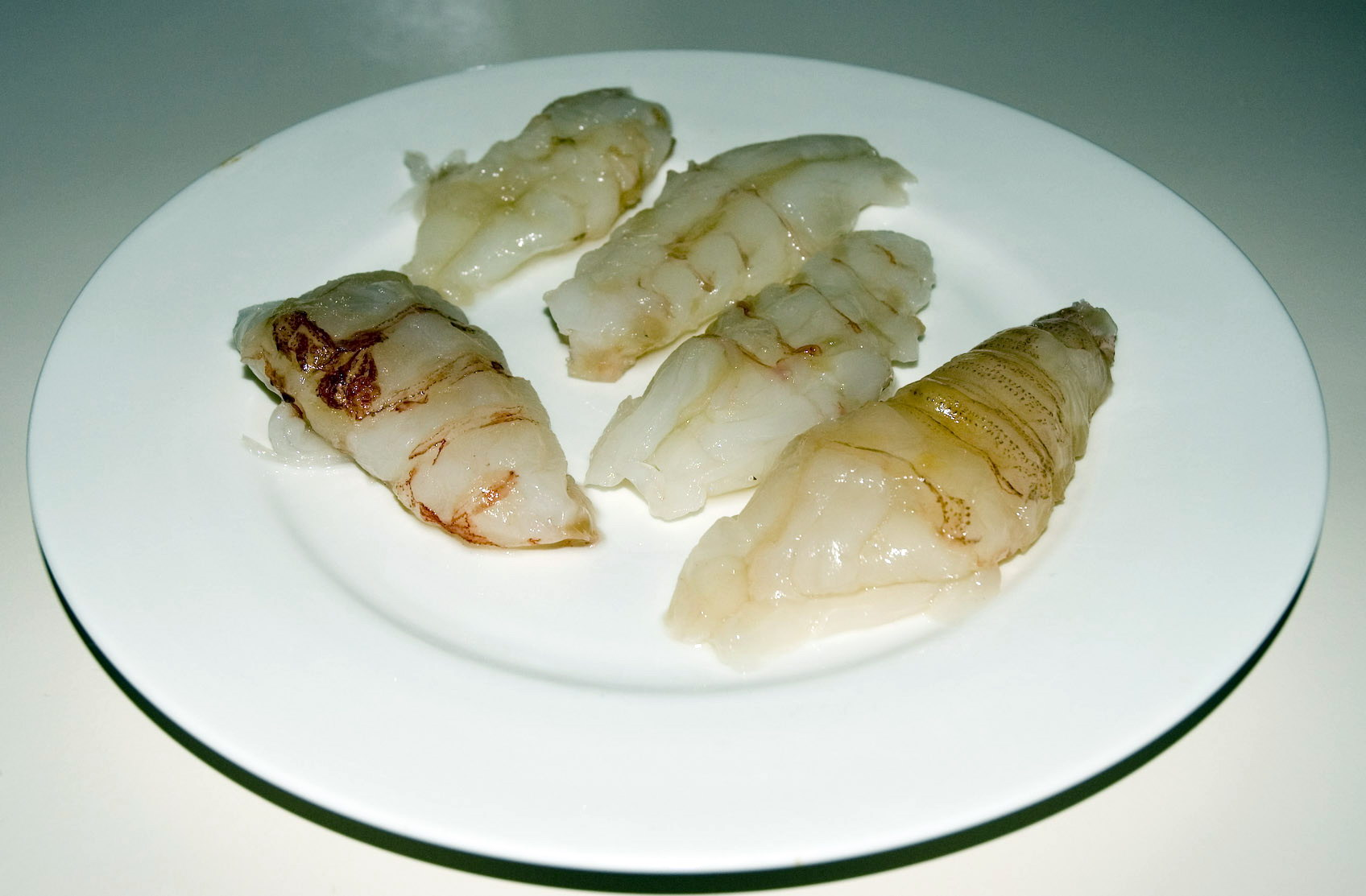
生東方扁蝦肉

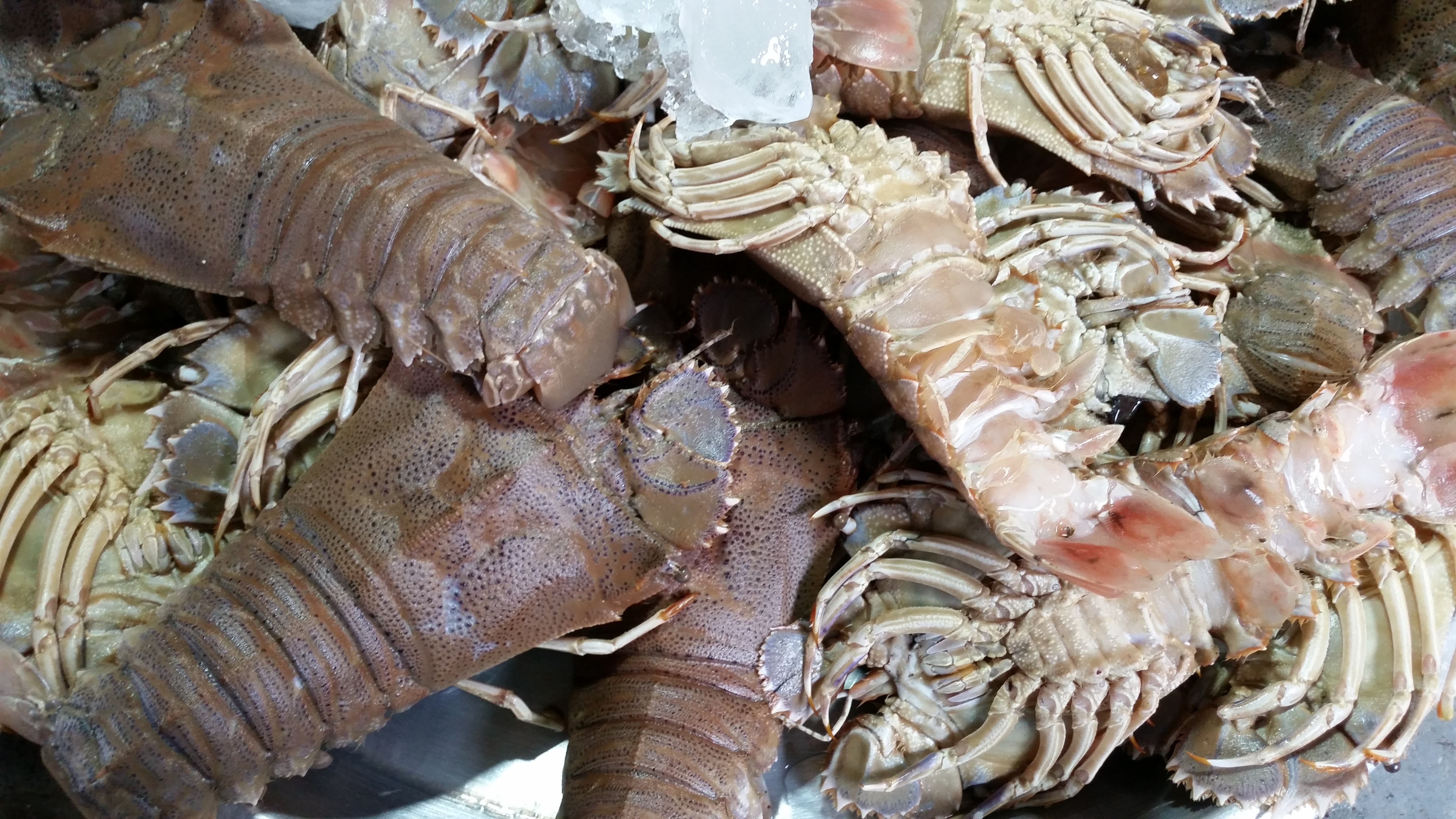
泰國海鮮市場上的東方鰲蝦

東方扁蝦體長可達30（12英寸），头胸甲長度為13（5.1英寸）。